# ワシントン郡 (アイダホ州)
ワシントン郡 (ワシントンぐん、英: Washington County) はアメリカ合衆国アイダホ州に位置する郡である。2000年現在の国勢調査で、人口は9,977人である。この郡の郡庁所在地はワイザーである。
ワシントン郡はアイダホジリス (Idaho Ground Squirrel) の生息地である。

## 地理
アメリカ合衆国統計局によると、この郡は総面積3,816 km2 (1,474 mi2) である。このうち3,772 km2 (1,456 mi2) が陸地で45 km2 (17 mi2) が水地域である。総面積の1.17%が水地域となっている。

## 人口動勢
2000年現在の国勢調査で、この郡は人口9,977人、3,762世帯、及び2,738家族が暮らしている。人口密度は3/km2 (7/mi2) である。1/km2 (3/mi2) の平均的な密度に4,138軒の住宅が建っている。この郡の人種的な構成は白人87.61%、アフリカン・アメリカン1.03%、先住民0.66%、アジア0.10%、太平洋諸島系0.07%、その他の人種8.17%、及び混血2.36%である。ここの人口の13.75%はヒスパニックまたはラテン系である。
この郡内の住民は27.40%が18歳未満の未成年、18歳以上24歳以下が7.20%、25歳以上44歳以下が23.40%、45歳以上64歳以下が24.30%、及び65歳以上が17.70%にわたっている。中央値年齢は39歳である。女性100人ごとに対して男性は95.80人である。18歳以上の女性100人ごとに対して男性は93.00人である。
この郡の世帯ごとの平均的な収入は30,625米ドルであり、家族ごとの平均的な収入は35,542米ドルである。男性は27,222米ドルに対して女性は18,053米ドルの平均的な収入がある。この郡の一人当たりの収入 (per capita income) は15,464米ドルである。人口の13.30%及び家族の10.00%は貧困線以下である。全人口のうち18歳未満の16.60%及び65歳以上の9.90%は貧困線以下の生活を送っている。

## 都市及び町
- ケンブリッジ (Cambridge)
- Midvale
- Weiser